# کاتسوجی موری
کاتسوجی موری (انگلیسی: Katsuji Mori; ۱۰ ژوئیهٔ ۱۹۴۵ – ) صداپیشگی در ژاپن، بازیگر، و بازیگر خردسال اهل ژاپن بود. وی از سال ۱۹۵۰ میلادی تاکنون مشغول فعالیت بوده‌است.